# سونگ یونگ-سون
سونگ یونگ-سون (انگلیسی: Song Jong-sun؛ زادهٔ ۱۱ مارس ۱۹۸۱) بازیکن فوتبال زن اهل کره شمالی بود.
از باشگاه‌هایی که در آن بازی کرده است می‌توان به باشگاه ورزشی آمنوکگانگ اشاره کرد.
وی همچنین در تیم ملی فوتبال زنان کره شمالی بازی کرده است.